# Campylaspis paeneglabra
Campylaspis paeneglabra är en kräftdjursart som beskrevs av Stebbing 1912. Campylaspis paeneglabra ingår i släktet Campylaspis och familjen Nannastacidae. Inga underarter finns listade i Catalogue of Life.